# ウェルネストレーナー
ウェルネストレーナー (英：wellness trainer) は、健康を軸にした心身サポートのスペシャリスト。
健康とウエルネス（wellness）の定義を理解した指導者。
身体を健康な状態にしていくための技術的指導のほか、精神の健康についてもメンタルコーチングなどのサポートも行う。
ウェルネスとは、健康と混同して理解されているが、健康ということだけではなく人生全体が豊かなものになっていく自己実現な範囲までを含んでいるため、ウェルネストレーナーの役割は、健康管理や指導にはとどまらない。